# کلارسا شیلدز
کلارسا شیلدز (انگلیسی: Claressa Shields؛ زادهٔ ۱۷ مارس ۱۹۹۵) بوکسور اهل ایالات متحده آمریکا است.